# Готтун
Готтун (нем. Gotthun) — община в Германии, в земле Мекленбург-Передняя Померания.
Входит в состав района Мюриц. Подчиняется управлению Рёбель-Мюриц.  Население составляет 301 человек (на 31 декабря 2010 года). Занимает площадь 10,00 км².